# Westworld
Este artículo se refiere a la película, para la serie de televisión homónima véase: Westworld (serie de televisión).
Westworld (titulada: Almas de metal en España, El mundo de los robots asesinos en Argentina y Oestelandia en Venezuela y México) es una película estadounidense de ciencia ficción escrita y dirigida en 1973 por Michael Crichton, y protagonizada por Yul Brynner, Richard Benjamin y James Brolin.

## Argumento
En un futuro cercano, hay un parque de diversiones para adultos altamente realista y de alta tecnología llamado Delos, el cual presenta tres "mundos" temáticos: Mundo del Oeste (el 'Salvaje Oeste' estadounidense de la década de 1880), Mundo Medieval (la Europa medieval) y Mundo Romano (La antigua ciudad romana de Pompeya). Los tres mundos del parque están poblados por androides realistas que son prácticamente indistinguibles de los seres humanos, cada uno programado para actuar como cualquier personaje para su entorno histórico asignado. La gente paga para disfrutar de aventuras en cada uno de los mundos en los que interactúa con la población de androides. Los invitados son alentados a hacer lo que quieran, incluso matar a cualquiera de los androides o tener relaciones sexuales con robots femeninos. La película comienza con un comercial de televisión en el que un empleado de Delos está entrevistando a personas en el aeropuerto que acaban de allí y están satisfechas con su estadía, y el empleado anuncia "¡Haremos de tus fantasías, vacaciones!"
Peter Martin es un turista que visita el parque por primera vez. Él y un amigo, John Blane, un visitante que regresa al parque de forma recurrente, son llevados en aerodeslizador al centro turístico de Delos en medio del desierto. El aerodeslizador desembarca en una instalación de procesamiento subterránea. Los invitados son segregados por código de colores, a través de amarillo (para el Mundo Romano), rojo (para el Mundo Medieval) o azul (para el Mundo del Oeste). Los invitados se visten con ropa apropiada para el período elegido y son enviados por un túnel que sale a la superficie en el "mundo" respectivo. Gran parte de la película se muestra con Peter y John en el Mundo del Oeste, aunque se intercala con algunas de las otras partes de Delos.
En el Mundo del Oeste, Peter ve que Delos es estricto con la precisión histórica, hasta en los artefactos que se fabricaron en los años reales. John dice que pueden usar sus armas para matar androides, pero Peter expresa su preocupación sobre quién es quién, considerando que los androides se ven idénticos a los invitados (con la excepción de un pequeño fallo en las manos). John desafía a Peter a que le dispare, pero cuando Peter lo hace, su pistola no dispara. John explica que las pistolas tienen rastreadores sensibles al calor. Los androides tienen una temperatura corporal baja, pero las pistolas no disparan si detectan un cierto rango de calor, en cuyo caso no se activarán cerca de las temperaturas corporales altas por las que los humanos son conocidos. Peter comenta que Delos pensó en todo.
Los técnicos que manejan Delos empiezan a notar varios problemas que comienzan a extenderse entre los androides, pero los administradores del parque descartan los problemas y mantienen la confianza en la seguridad del complejo. Sin embargo, los problemas empiezan a empeorar. Un pistolero robot que Peter derribó en su primer día, rastrea a Peter y lo ataca a él y a John en su hotel. Más tarde, John es mordido por una serpiente robótica en el Mundo del Oeste, y un invitado en el Mundo Medieval es abofeteado por una sirvienta robot después de insinuarse a acostarse con ella. La gerencia acuerda detener el tráfico de invitados entrantes hasta que se corrijan los problemas.
A la mañana siguiente, sin embargo, el caos estalla en todo el complejo sin previo aviso. Un duelo con guion entre un invitado del Mundo Medieval y el Caballero Negro da como resultado que el invitado sea atravesado y asesinado. En el Mundo Romano, los robots se vuelven en masa contra sus invitados y los masacran. En el Mundo del Oeste, el pistolero robot desafía nuevamente a Peter y John, y cuando John acepta, el pistolero desactiva el sensor de su pistola y dispara a John, matándolo.
En pánico, el personal intenta apagar la energía y los androides, pero se dan cuenta de que los robots ahora tienen sus propios núcleos de energía y continúan masacrando a los invitados y al personal externo. También se dan cuenta de que ahora están atrapados en el centro de control y que el suministro de aire se ha cortado, asfixiando y matando a los técnicos.
En el Mundo del Oeste, el Pistolero, que ahora usa la vista de infrarrojos y la audición mejorada, obliga a Peter a una sádica persecución del gato y el ratón por los tres parques. De alguna manera, Peter encuentra una entrada a los túneles de mantenimiento y llega a una instalación de reparación de robots. Siguiendo el consejo de uno de los últimos miembros del personal sobreviviente, que terminó siendo asesinado por el Pistolero, Peter se esconde entre un grupo de robots desactivados, y cuando el Pistolero se acerca, le salpica la cara con un frasco de ácido clorhídrico, dañando su visión. Luego, Peter lo atrae al castillo del Mundo Medieval, donde usa el calor de las antorchas de pared para enmascarar su firma infrarroja. Se las arregla para prender fuego al Pistolero con una antorcha.
Al encontrar a una mujer encadenada a la pared de un calabozo, Peter la libera de inmediato e intenta darle agua, solo para que ella también se electrocute y falle, revelando que es un nuevo robot completamente indistinguible de los humanos. El Pistolero quemado ataca a Peter una vez más en las escaleras del calabozo, antes de finalmente sucumbir a su daño. Siendo el único sobreviviente del desastre, Peter se sienta en estado de shock cuando el eslogan del prólogo reverbera en su cabeza: "¡Haremos de tus fantasías, vacaciones!"

## Filmación
La película fue filmada utilizando el formato anamórfico, desarrollado durante los años 1940, pero que no se hizo popular hasta los años 1960. El formato anamórfico emplea una lente para filmar una imagen más ancha que la que se obtiene mediante otras técnicas cinematográficas. Así pues, la relación de aspecto de la imagen es mayor, y al proyectarse ofrece al espectador una visión más amplia y más natural de la escena.

## Gráficos por ordenador
Westworld fue la primera película en incorporar imágenes generadas por ordenador en dos dimensiones, durante las escenas en que la acción se muestra desde el punto de vista del Pistolero. Information International, Inc., más conocida como "Triple-I", fue la empresa encargada de crear estas imágenes digitales.
Curiosamente, la primera película en emplear imágenes generadas por ordenador en tres dimensiones fue la secuela de Westworld, Futureworld, estrenada solo tres años más tarde, en 1976.

## Música
La música de la última parte de la película (la persecución del Pistolero a Martin) fue escrita por Fred Karlin.